# Grabkapelle Wieck

Entwurf von Lucae

Kapelle Wieck – Risse von Lucae 1859

Kapelle Wieck mit Friedhof um 1920

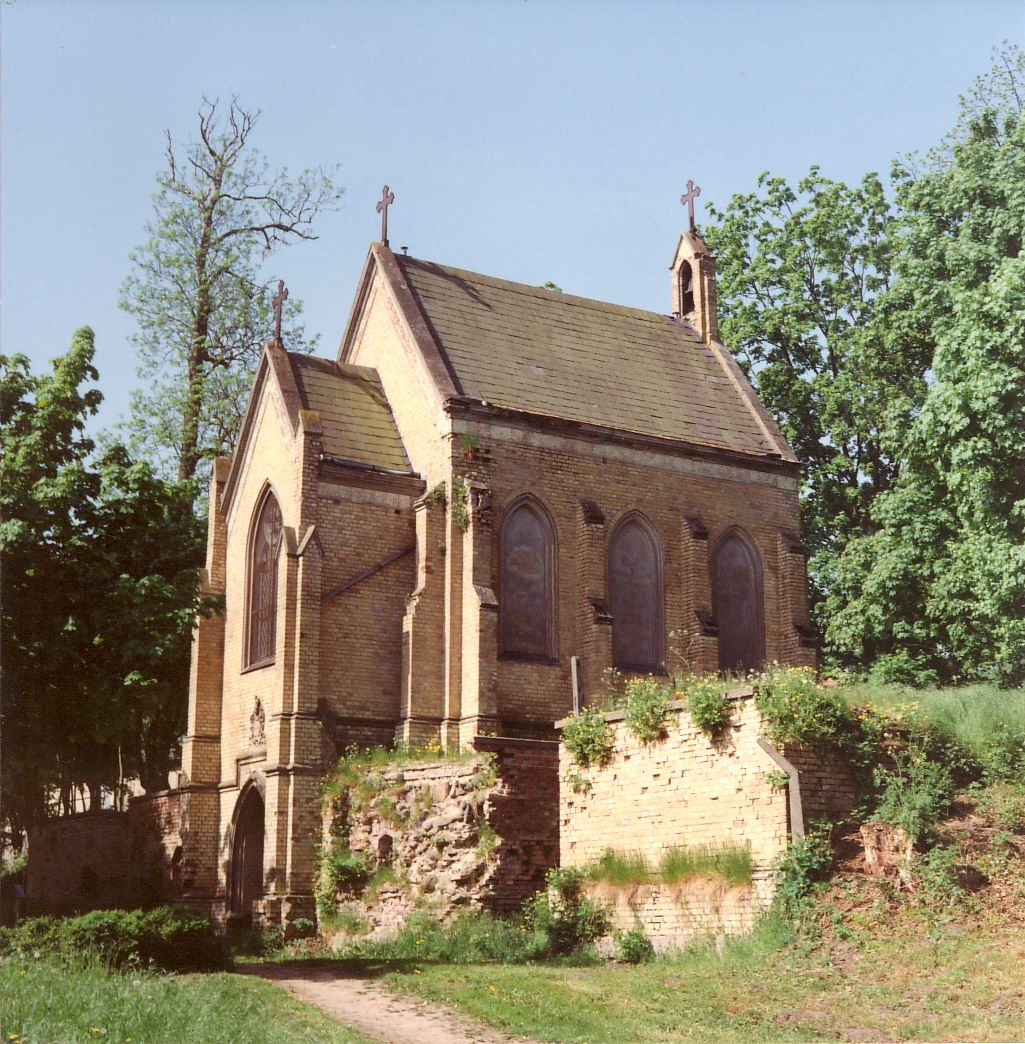
Die Grabkapelle Wieck vor der Restaurierung 1990

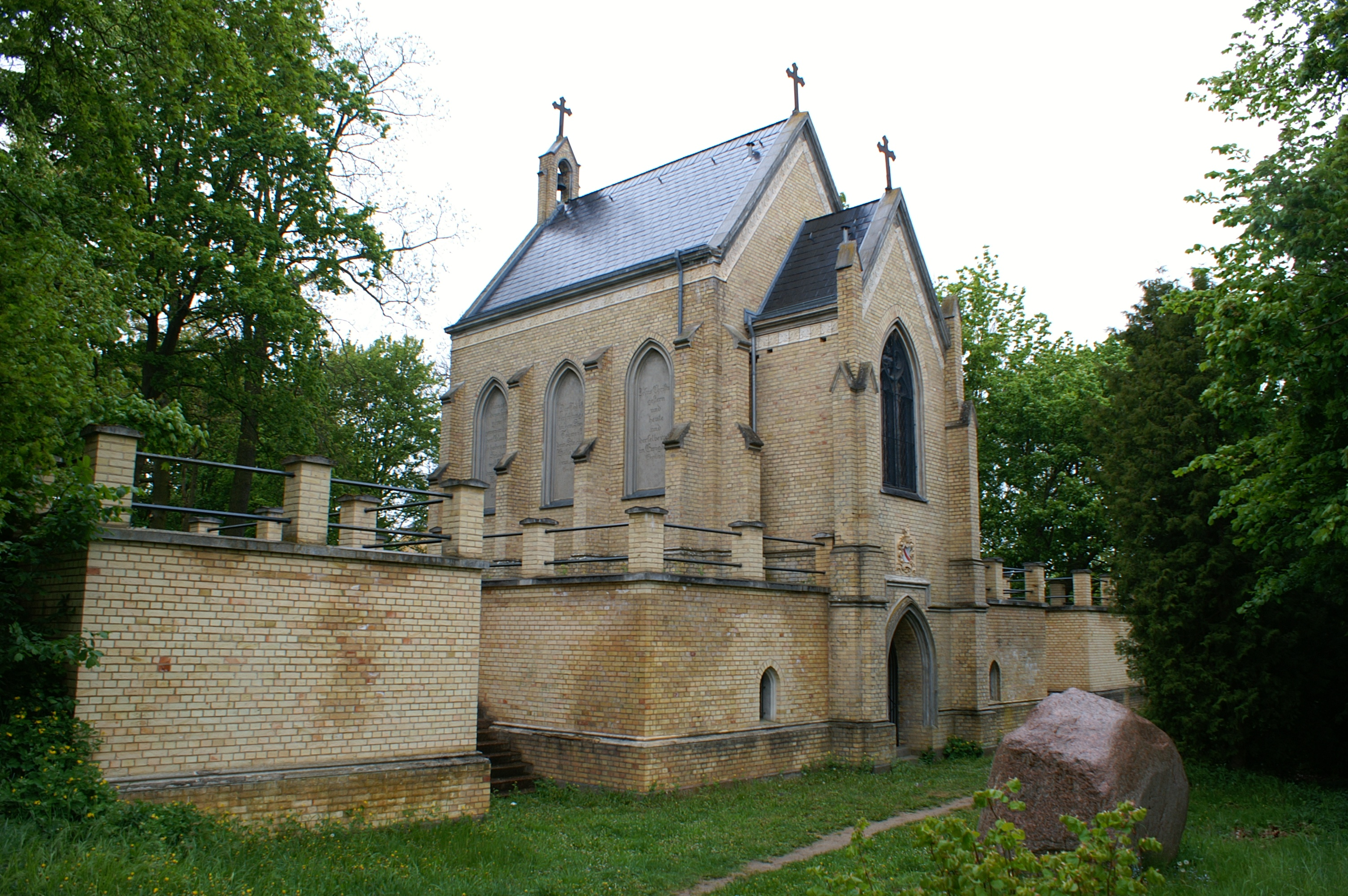
Ostseite der Grabkapelle

Die Grabkapelle Wieck, auch als Schlosskapelle bezeichnet, befindet sich im Park von Schloss Wieck bei Gützkow im Landkreis Vorpommern-Greifswald.

## Geschichte
Anfang der zweiten Hälfte des 19. Jahrhunderts planten Franz Heinrich Erich II. von Lepel auf Wieck und seine Frau Mathilde, geborene Rodbertus, in ihrem Gutspark eine repräsentative Kapelle mit Grablege errichten zu lassen. Den Auftrag erhielt der Berliner Architekt Richard Lucae, der zum Bekanntenkreis von Bernhard von Lepel, dem Schwiegersohn des Gutsherren, gehörte. Es war nach Kattowitz die zweite große Arbeit von Richard Lucae und wurde 1859 fertiggestellt. Der Entwurf von Lucae in zwei Ausführungen war im Architekturmuseum der TH Berlin-Charlottenburg archiviert und galt noch 1983 als im Krieg verschollen. Beide Dokumente wurden von einem Gützkower Sammler solcher Archivalien gefunden und ein Exemplar wurde 2005 dem Gützkower Heimatmuseum geschenkt (siehe nebenstehende Abbildungen).
Anschließend an den Bau wurde der Landschaftspark um die Kapelle neu gestaltet. Bereits vorher war 1842 die Friedhofsmauer beseitigt worden. Der Friedhof für die Dorfbewohner von Wieck wurde aber im Park vor der Ostseite der Kapelle belassen.
Das Ehepaar von Lepel wandte sich um diese Zeit dem Pietismus als strenge Form der evangelischen Religion zu. Sie luden nach 1859 zuerst vier befreundete, später aber noch weitere Pastoren zu den sogenannten „Wiecker Pastoralkonferenzen“ in die Kapelle ein.
Nach dem Tod des Ehepaares wurde die Kapelle nur noch in Ausnahmefällen kirchlich genutzt. Die Nachfolger von Franz Heinrich Erich II. von Lepel traten als Patrone der Gützkower Nikolai-Kirche auf (Fenstersponsor von 1883). Nur noch für reine Familienbegebenheiten, wie Taufen, Hochzeiten und Beisetzungen wurde die Kapelle genutzt.

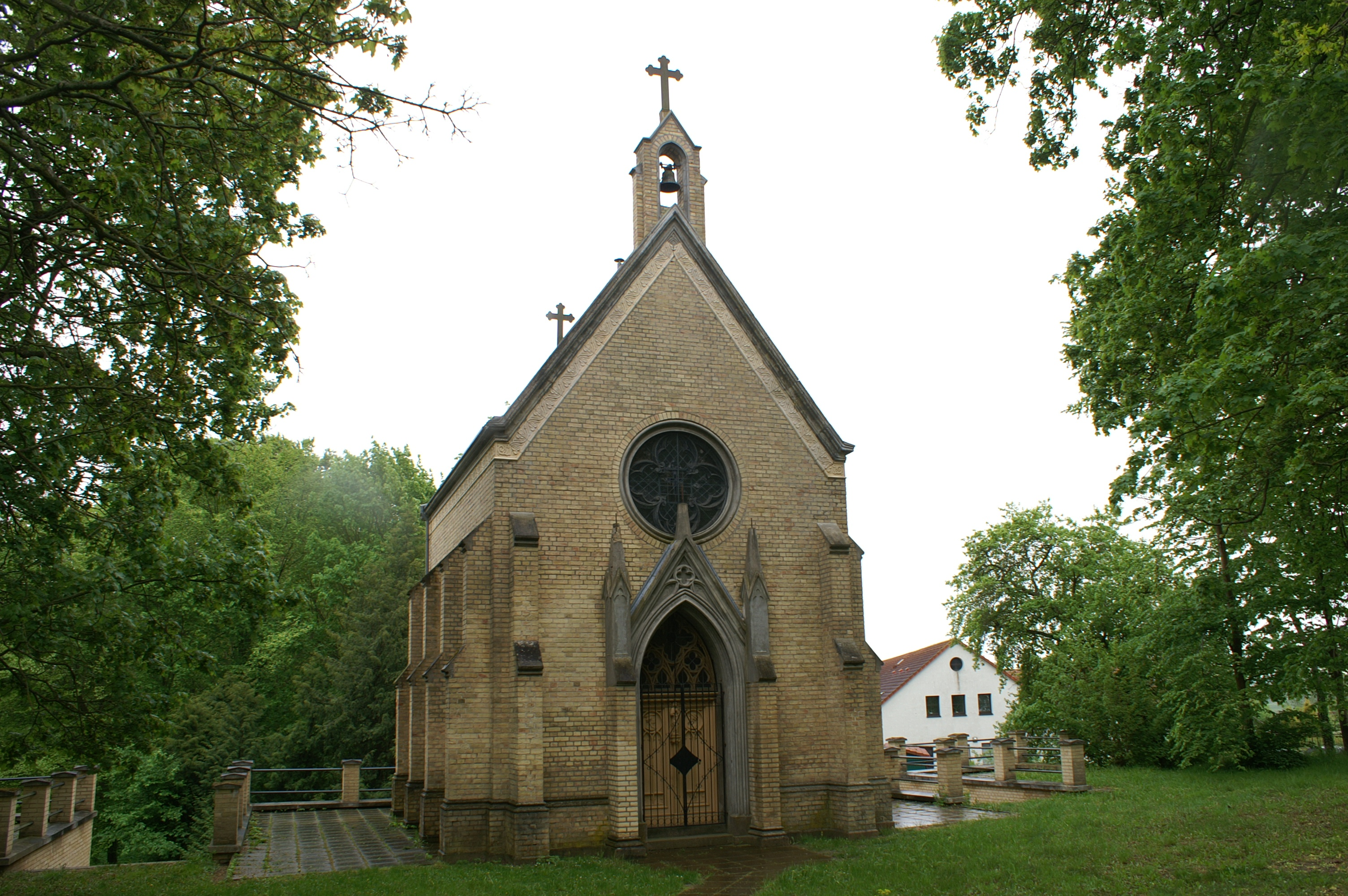
Westseite der Kapelle

Bis 1931 war die Kapelle Kirche und Grablege der Familie von Lepel. Bis 1931 wurden in der Gruftetage 12 Särge von Erwachsenen und ein Kindersarg eingestellt. Dann ging das Gut in Konkurs und das Herrenhaus wurde zusammen mit dem Landschaftspark und der Grabkapelle von der Stadt Gützkow wegen der Steuerschuld des Gutes übernommen. Die Kapelle wurde aber nach den Aktenvermerken im Archiv der Nikolai-Kirche Gützkow nicht ausgeweiht, lediglich die sakralen Gegenstände wurden der Kirche in Gützkow übergeben. In der Folge bis zum Kriegsende wurde die Kapelle lediglich als Leichenhalle für die Bewohner von Wieck genutzt.
Im Mai 1945 wurde die Grablege im Untergeschoss durch die Rote Armee ausgeräumt, die Überreste aus den 13 Särgen wurden in ein Erdgrab geschüttet und mit den Eichen-Zink-Särgen wurden hochrangige gefallene Offiziere der Sowjetarmee in die Heimat zurückgeführt. Die Kapelle blieb unversehrt, verfiel aber in den folgenden Jahrzehnten teilweise wegen fehlender Nutzung. Nach dem Bau des Altersheimes 1953 am Park wurde die Kapelle oben als Leichenhalle und unten als Kohlenkeller genutzt. 1965 wurde der Friedhof des Altersheims verlegt und die Kapelle war seitdem ungenutzt und verfiel zunehmend.
Gemeinsam mit dem Schloss wurde für sie 1980 die Aufnahme in die Liste als Baudenkmal beantragt. 1982 wurden für beide Objekte die Denkmalurkunden überreicht. 1983 wurden die denkmalpflegerische Zielstellung und das Baugutachten angefertigt, sowie die Vermessung durchgeführt. Es begannen unvollkommene Sicherungsarbeiten. Inzwischen war der Zustand des Gebäudes besorgniserregend, weil im Dach ein großes Loch war. In dieses drang Wasser ein und sammelte sich in den Gewölbetrichtern. Im Winter sprengte der Frost das Gemäuer, es entstanden schon Risse und im Inneren hatten die Wände Algenbewuchs. Zwischen 1996 und 2000 erfolgte durch die Stadt und mit finanzieller Unterstützung der Familie von Lepel die Instandsetzung und Restaurierung der Kapelle. Die Wiederweihe erfolgte mit einem Familientag des Familienverbandes von Lepel am 3. Juni 2000. Gleichzeitig wurde der große Gedenkstein auf dem „Erdgrab“ der Familie enthüllt.
Nach der vollständigen Wiederherstellung wird die Kapelle als Standesamt sowie in seltenen Fällen kirchlich zum Beispiel für Taufen genutzt.

## Anlage
Der zweigeschossige Sakralbau wurde aus gelben Klinkern im neogotischen Stil unter Ausnutzung der natürlichen Hanglage im südlichen Teil des Schlossparks errichtet. Die Kapelle ist im oberen Geschoss von Westen zugänglich und wirkt hier eher zierlich. Vor dem Altar befindet sich im Boden eine 1 × 2 m große Öffnung, die mit einer gusseisernen Platte verschlossen ist. Durch diese wurden die Särge der Verstorbenen in die Gruftetage abgesenkt. Dort sind sechs Nischen für je zwei Särge.
In den verputzten Blindfenstern an den Langseiten sind außen Bibeltexte angebracht (teilweise beschädigt). Auf der Ostseite wirkt die Kapelle, die dort im Untergeschoss den Zugang zur Gruft hat, wie ein großes gotisches Kirchengebäude.